# Mansa Wati
Mansa Wati, död 1274, var en afrikansk härskare. Han var Mansa, monark, i Maliriket mellan cirka 1270 och 1274.